# Eriba-Adad II
Erība-Adad II, geschreven als mSU-dIM, “Adad heeft vervangen,” was de koning Assyrië 1056/55-1054 v.Chr., de 94e verschijnend op de Assyrische koningslijst. Hij was de zoon van Aššur-bēl-kala en volgde hem kortstondig op, voordat hij onttroond werd door zijn oom Šamši-Adad IV.

De Khorsabad koningslijst geeft hem foutievelijk als de zoon Ilu-kabkabi. In werkelijkheid was dit de vader van koning Šamši-Adad I die in de 18e eeuw v.Chr. leefde. Hoewel hij maar twee jaar op de troon zat zijn er fragmentarische inscripties van hem waar hij in beweert dat zijn macht uitstrekte over de Arameeërs en waarin hij verre veroveringen in intensieve veldtochten meldt. Hij imiteert daarmee die van Tukultī-apil-Ešarra I, waar hij zichzelf de titel “koning van de vier windstreken” gaf. Hij zou op dat deel van de eponiemenlijst Cc gestaan hebben dat nu verloren gegaan is .
Hij was deels verantwoordelijk voor de restauratie van de é.ḫur.sağ.kur.kur.ra, “Huis, Berg van de Landen” ofwel de cella van de tempel van de god Aššur, zoals dat in een van zijn inscripties vermeld staat. Er is ook een literair fragment dat dateert naar zijn bewind. De Synchronistische koningslijst vermeldt zijn naam maar de naam van zijn Babylonische tegenhanger is onleesbaar. Mogelijk is het Simbar-Šipak te oordelen naar de volgorde van de koningen ervoor en erna. Deze kroniek lijkt tamelijk gekunsteld wat betreft de chronologie in de duistere periode waarin Eriba-Adad regeerde. Hoe dat ook zij koning Adad-apla-iddina zou zijn tijdgenoot geweest zijn die asiel verleende aan zijn oom Šamši-Adad IV, die daar gebruik van maakte om een complot tegen hem te smeden. Hoewel Aššur-bēl-kala met de dochter van Adad-apla-iddina getrouwd was, lijkt het onwaarschijnlijk dat Adad-apla-iddina betrokken was bij het afzetten van zijn eigen kleinzoon. Erība-Adad was daarom waarschijnlijk de zoon van een andere moeder. Zijn bewind kwam ten einde toen Šamši-Adad “optrok [uit Karduniaš. Hij verdreef Erība-Adad, [zoon van Aššur-bēl-ka]la, van de troon.”

Een monumentale stele in Aššur (nummer 27) in de Stelenreihe, " is aan hem toegeschreven. De inscriptie luidt -vrij laconiek- : "Erība-adad, koning van het universum".

## Inscripties
1. ↑  SDAS Kinglist, iii 31.
2. ↑  Nassouhi Kinglist, iv 12.
3. ↑  Khorsabad Kinglist, iii 45,
4. ↑  Clay cone fragment from Nineveh BM 123467, 6 lines.
5. ↑   Part of a clay tablet Rm-II.261 (RIMA 2 A.0.90.1), 7.
6. ↑  Eponym List VAT 11254, (KAV 21).
7. ↑  K.2693 Part of a clay tablet, with holes, 13 + 5 lines (RIMA 2 A.0.90.1).
8. ↑  Literary text, BM 98941.

## Verwijzingen
1. ↑  P. Talon (1999). The Prosopography of the Neo-Assyrian Empire, Volume 1, Part II: A. The Neo-Assyrian Text Corpus Project, pp. 400.
2. ↑  D. J. Wiseman (1975). The Cambridge Ancient History, Volume II, Part 2, History of the Middle East and the Aegean Region, 1380–1000 BC. Cambridge University Press, "XXXI: Assyria & Babylonia 1200–1000 BC", p. 469.
3. ↑  A. R. George (2003). House Most High: The Temples of Ancient Mesopotamia. Eisenbrauns, 101–102.
4. ↑  J. A. Brinkman (1968). A Political History of Post-Kassite Babylonia, 1158–722 B.C.. Pontificium Institutum Biblicum, 144.
5. ↑  Hoewel het Kassietenbewind al een eeuw voorbij was, werd de oude naam nog wel gebruikt
6. ↑  Jean-Jacques Glassner (2004). Mesopotamian Chronicles. SBL, 142–143.
7. ↑  P. A. Miglus (1984). Another Look at the “Stelenreihen” in Assur. Zeitschrift für Assyriologie und Vorderasiatische Archäologie 74.

- Dit artikel of een eerdere versie ervan is een (gedeeltelijke) vertaling van het artikel Ninurta-apal-Ekur op de Engelstalige Wikipedia, dat onder de licentie Creative Commons Naamsvermelding/Gelijk delen valt. Zie de bewerkingsgeschiedenis aldaar.